# Aigre
Aigre é uma comuna francesa na região administrativa da Nova Aquitânia, no departamento de Charente. Estende-se por uma área de 6,59 km². Em 2010 a comuna tinha 494 habitantes (densidade: 75 hab./km²).